# Білоруський державний медичний університет
Білоруський державний медичний університет (Державний вищий навчальний заклад «Білоруський державний медичний університет» — БДМУ; біл. Беларускі дзяржаўни медицинскі універсітет — БДМУ) — провідний виш Білорусі у сфері медичної освіти.

## Історія
Як самостійний навчальний заклад (під назвою «Білоруський медичний інститут»), засновано в 1930 році на базі виділеного зі складу БДУ медичного факультету (створений при заснуванні університету в 1921). Під час Німецько-радянської війни інститут тимчасово (в 1943—1944) працював в Ярославлі, поклавши початок Ярославському медичному інституту. У березні 1947 року рішенням Ради Міністрів СРСР перейменований в Мінський медичний інститут. У 1971 році інституту було присвоєно почесний орден Трудового Червоного Прапора.
У 2001 році інститут був перейменований в Білоруський державний медичний університет.

## Факультети
До складу університету станом на 1.09.2012 входить 7 факультетів:
- Лікувальний
- Медико-профілактичний
- Педіатричний
- Стоматологічний
- Військово-медичний
- Факультет іноземних учнів
- Фармацевтичний

## Наукова та педагогічна діяльність
Університет налічує 64 кафедри. В університеті працює близько 900 викладачів; освіту здобувають близько 5 500 студентів. За весь час роботи університет підготував 41 046 фахівців. Одним із випускників університету був Лауреат Державної премії Республіки Білорусь д.м.н. В. Н. Суколінський.